# جزر إيزو

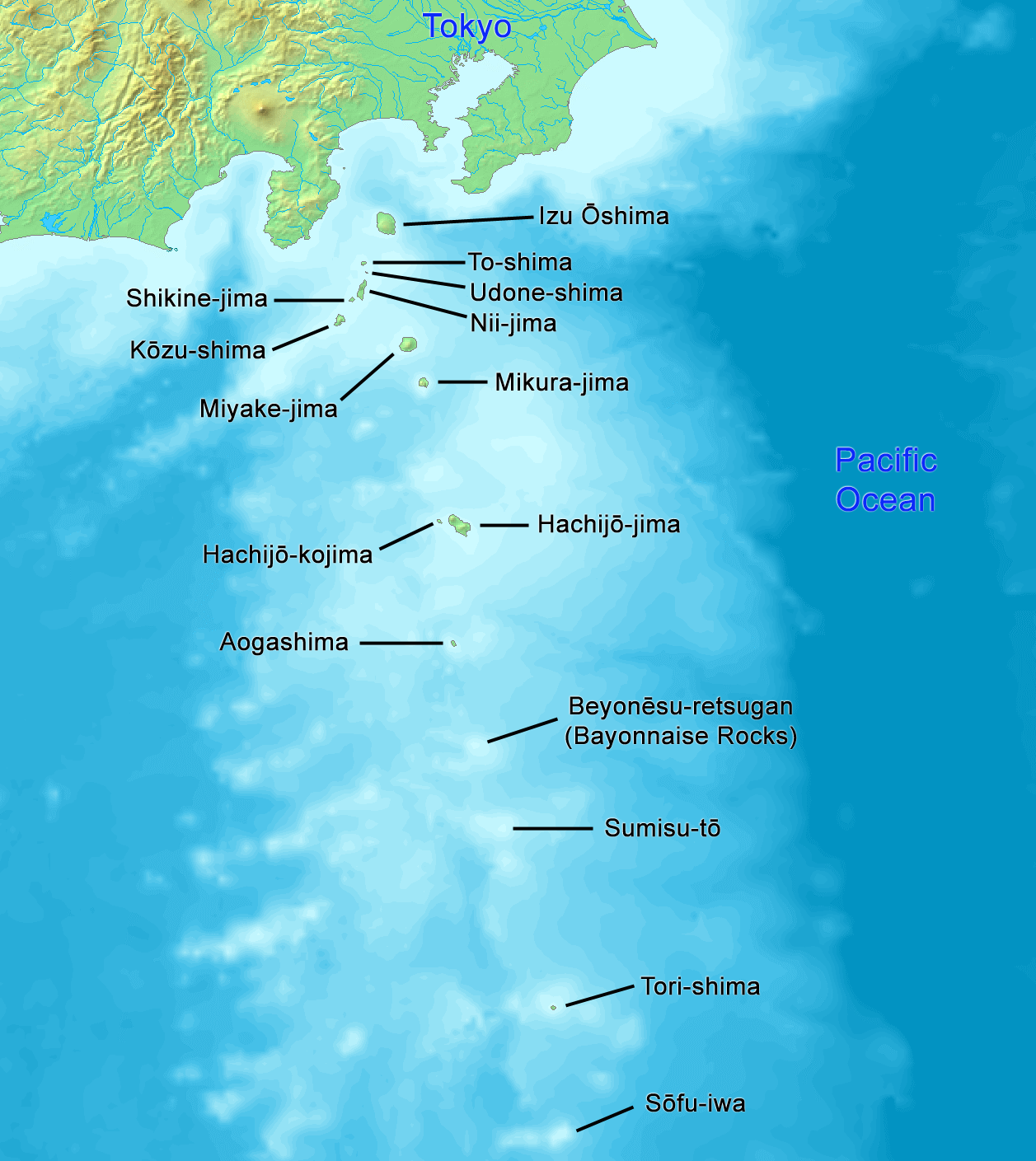
خريطة جزر إيزو

جزر إيزو (باليابانية: 伊豆諸島، تعني حرفيا:إيزو-شوتو) هي مجموعة من الجزر البركانية تمتد جنوبا وشرقا من شبه جزيرة إيزو من هونشو في اليابان ، فإنها تشكل بلدتين وستة قرى وتعدّ الجزر جزء من ولاية طوكيو. أكبر جزيرة هي إيزو أوشيما، و عادة ما تسمى ببساطة أوشيما.